# 黃澤鋒
黃澤鋒（英語：Brian Wong Chak Fung，1967年3月4日—），原名黃澤民，前無綫電視及香港電視網絡藝員，在1987年無綫電視藝員訓練班畢業後加入無綫電視，於2012年12月離開服務二十五年的無綫電視，《飛虎》是其離開無綫電視前的最後作品。亦曾是香港電視網絡合約男藝員，已於2014年3月約滿。現為穿梭中港兩地的自由身藝人、泰拳拳證、裁判和教練，也是游泳教練。黃澤鋒於2012年至2014年度成為第二十三屆藝進同學會委員，負責慈善基金及製作之項目統籌。2014年至2016年度則以第二十四屆藝進同學會委員身份負責社福統籌。2019年當上同學會的副會長。

## 背景

### 早年生活
黃澤鋒早年在九龍長沙灣的留產所出生，於長沙灣長大。父親是一名廚師和海味舖員工。他十六歲喪父。因父親為1950年代中國內地游泳健將的關係而自小學三年級起於李鄭屋邨游泳池練習游泳。胞兄黃澤中及胞姊黃靜音皆為游泳選手。黃在1975年被東方體育會發掘成為游泳運動員，1975年開始參與汀九近海渡海泳兼獲得慈幼獎（用以鼓勵成功以八歲之齡游畢全程的他）。在著名教練大衛哈拿（David J. Haller）訓練下，1976年參與分齡賽，並獲著名游泳運動員史畢茲（Mark Spitz）建議學習蝶式。1982年曾代表香港出戰美國分齡賽事，1981年至1985年期間屢次贏取渡海泳或公開賽冠軍，例如1981年的第八屆全港公開冬泳賽、1983年的第十六屆吐露港週年游泳錦標大賽、1984年的第十五屆銀洲島渡海長途泳等等。他曾就讀蘇屋北官立小學、香港四邑商工總會新會商會學校、一所中學、地利亞修女紀念學校，在1985年畢業於萃華英文書院（大角咀分校）上午校。

### 個人發展
1985年，基於對國術深感興趣，黃澤鋒拜永春拳宗師黃永強習武；也獲施永遠邀請接受香港電台節目《青春道上》關於當游泳運動員的訪問及主持該節目。1986年因為沒有工作在身而報考無綫電視藝員第十三期訓練班，與李家聲、鄭伊健、謝天華、吳啟明、曾守明等人為同學。此前受亞洲電視監製周偉材賞識與李嘉玲、方國珊、阮令濤等人主持兒童節目《醒目仔時間》，又讀了一天亞洲電視藝員訓練班。1988年一度暫停當游泳教練，以專注演員生活。1987年的《鐳射青春》是其首套為人認識的戲劇作品，在劇中擔任男主角。監製蕭顯輝曾經安排黃參演《新紮師兄1988》，以提供發揮機會。然而由於不懂妥善處理人際關係，加上情緒管理較差，黃澤鋒於入行首十年以來都不體諒幕後製作過程的作業方式，最終使他長期處於男配角的位置。
1994年，他拜詠春拳宗師徐廣林為師，1998年拜洪拳大師劉家輝為師。2001年，黃澤鋒與友人於西貢開葡國餐廳。2002年，與邵傳勇、駱達華及幾位圈外股東合資，於尖沙嘴開設「麻辣小喇叭」火鍋店（藝人陳柏宇曾是該火鍋店的員工）。未幾因經營問題而拆夥。而2004年的SARS和金融風暴促使他們的店舖倒閉。及後於2005年10月，黃於友人在尖沙咀合資開設「Mix」酒吧。2006年拜大聖劈掛門冼灝英為師，學習國術及泰拳；同年6月考獲世界武術段位制師範級六段；8月開始於菲力偉健美集團教授泰拳。
2007年8月，他考獲香港泰拳理事會一級教練證書，正式成為持牌教練。2010年獲香港泰拳理事會委任為常務委員至今。2011年更考獲香港泰拳理事會拳證及裁判證書，成為泰拳擂台上合資格之拳證及裁判，同年正式擔任冼林沃技擊會副主席。2011年至2012年，他繼續進修，完成由康樂及文化事務署及香港浸會大學合辦的「社區體育會管理進階課程」證書課程。2012年起為慈善團體「新生命動力協會」擔任演藝基礎課程導師。而且花了兩年時間，即2012年至2014年擔任「春天實驗劇團」的武術指導，指導過的作品包括《天生不是女人》、《彩色青春A-Go-Go》、《富貴逼人》及《神勇女殺手決戰霹靂黑玫瑰》。2014年於西貢經營地中海菜食肆。
入行多年，黃澤鋒當過旅行社的行政總裁，管理內地業務，為時大半年。滿約後去報考游泳教練資格，並任兼職游泳教練至今。此外，他也當過餐廳顧問。

## 個人生活
黃澤鋒有兩段婚姻。他與前妻Winnie於1999年結婚，2004年離婚。後來他在2010年3月8日與任職時裝設計師的陳麗麗於屯門婚姻登記處進行註冊儀式。2019年1月，陳氏以五十一歲之齡成功懷孕同年7月8日剖腹誔下女兒黃熙恩（小黃妃）。

## 演出作品
*以下列表只記錄黃澤鋒演出過的影視作品，若有遺漏，請協助補充相關資料。

### 電視劇（無綫電視）
| 首播   | 名稱               | 角色                 | 備註                                                                                      |
| 1987年 | 人海綠皮書         | 王耀祖               |                                                                                           |
| 1987年 | 鐳射青春           | 林志勇               |                                                                                           |
| 1987年 | 書劍恩仇錄         |                      |                                                                                           |
| 1988年 | 留住明天           |                      |                                                                                           |
| 1988年 | 鐵血大旗門         |                      |                                                                                           |
| 1988年 | 奉旨成親           |                      |                                                                                           |
| 1988年 | 阿德也瘋狂         |                      |                                                                                           |
| 1988年 | 大茶園             |                      |                                                                                           |
| 1988年 | 新紮師兄1988       | 程君漢               |                                                                                           |
| 1988年 | 當代男兒           | 星                   |                                                                                           |
| 1988年 | 奇門鬼谷           | 弟子                 |                                                                                           |
| 1988年 | 狙擊神探           |                      |                                                                                           |
| 1989年 | 無冕急先鋒         |                      |                                                                                           |
| 1989年 | 小小大丈夫         | 阿強                 |                                                                                           |
| 1989年 | 蓋世豪俠           | 倪立邦               |                                                                                           |
| 1989年 | 淘氣雙子星         | 袁小球               |                                                                                           |
| 1989年 | 晉文公傳奇         | 奚齊                 |                                                                                           |
| 1990年 | 螳螂小子           | 劉澤民               |                                                                                           |
| 1990年 | 奇幻人間世         | 明聲                 |                                                                                           |
| 1991年 | 打工貴族           |                      |                                                                                           |
| 1991年 | 幹探群英           | 阿立                 |                                                                                           |
| 1991年 | 漂白英雄           | 排骨                 |                                                                                           |
| 1991年 | 現代愛情戀曲       | 阿達                 | 單元《這份情緣》                                                                          |
| 1992年 | 水滸英雄傳         | 宋清                 |                                                                                           |
| 1993年 | 開心華之里         | 阿鋒                 |                                                                                           |
| 1993年 | 南俠展昭           | 郭子忠               |                                                                                           |
| 1993年 | 少年五虎           | 彭二健               |                                                                                           |
| 1994年 | 孤星劍             | 金沛宇               |                                                                                           |
| 1994年 | 武當張三丰         |                      |                                                                                           |
| 1995年 | 白髮魔女傳         | 耿紹南               |                                                                                           |
| 1995年 | 娛樂插班生         | 程程                 |                                                                                           |
| 1996年 | 聊齋               | 劉仕虎 四師兄 三眼鬼 | 單元三：古劍幽靈（第11-15集） 單元五：翁婿鬥法（第21-25集） 單元六：秋月還陽（第26-35集） |
| 1998年 | 烈火雄心           | Edmond               |                                                                                           |
| 1999年 | 洗冤錄             | 錢豹                 |                                                                                           |
| 1999年 | 鑑證實錄II         | 卓家輝（Jacky）      |                                                                                           |
| 1999年 | 吾係差人           | 榮                   |                                                                                           |
| 2001年 | 勇往直前           | 馮達昌               |                                                                                           |
| 2002年 | 皆大歡喜           | 同袍                 | 第163、273集                                                                              |
| 2002年 | 談判專家           | 胡德明               |                                                                                           |
| 2003年 | 黑夜彩虹           | Bill                 |                                                                                           |
| 2003年 | 智勇新警界         | Johnny               |                                                                                           |
| 2003年 | 衛斯理             | 夏季祖               |                                                                                           |
| 2003年 | 皆大歡喜           | Dickson 男教練       | 第128-129集                                                                               |
| 2003年 | 戀愛自由式         | 海明威               |                                                                                           |
| 2003年 | 西關大少           | 趙振光               |                                                                                           |
| 2003年 | 繾綣仙凡間         | 日                   |                                                                                           |
| 2004年 | 楚漢驕雄           | 項莊                 |                                                                                           |
| 2004年 | 水滸無間道         | 小強                 |                                                                                           |
| 2005年 | 秀才遇著兵         | 鄭成                 |                                                                                           |
| 2005年 | 識法代言人         | 陳君佑               |                                                                                           |
| 2005年 | 翻新大少           | Tony                 |                                                                                           |
| 2006年 | 鐵血保鏢           | 米南                 |                                                                                           |
| 2006年 | 高朋滿座           | 星探                 |                                                                                           |
| 2006年 | 匯通天下           | 王家平               |                                                                                           |
| 2006年 | 寫意人生           | Sunny                | 第8集                                                                                     |
| 2007年 | 強劍               | 天山派三師兄         |                                                                                           |
| 2007年 | 律政新人王II       | Ben                  |                                                                                           |
| 2007年 | 建築有情天         | 醫生                 |                                                                                           |
| 2007年 | 迎妻接福           | 趙南                 |                                                                                           |
| 2007年 | 師奶兵團           | Ken                  |                                                                                           |
| 2007年 | 溏心風暴           | Eric                 |                                                                                           |
| 2007年 | 通天幹探           | 南                   |                                                                                           |
| 2007年 | 天機算             | 戴平安               |                                                                                           |
| 2007年 | 同事三分親         | 伍恆徒弟             | 第27、32、205集                                                                           |
| 2008年 | 疑情別戀           | 拳王                 |                                                                                           |
| 2008年 | 千謊百計           | 拍賣官               | 第13集、無綫電視劇集台首播                                                                |
| 2008年 | 古靈精探           | 甄向光               |                                                                                           |
| 2008年 | 少年四大名捕       | 閻東海               |                                                                                           |
| 2009年 | 碧血鹽梟           | 孔良                 |                                                                                           |
| 2009年 | 幕後大老爺         | 張磨墨               |                                                                                           |
| 2009年 | 絕代商驕           | 大蓮                 |                                                                                           |
| 2009年 | 巾幗梟雄           | 阿俊                 |                                                                                           |
| 2009年 | 古靈精探B          | 甄向光               |                                                                                           |
| 2009年 | 美麗高解像         | 吳方貴               |                                                                                           |
| 2010年 | 五味人生           | 曾慶財               |                                                                                           |
| 2010年 | 搜下留情           | 林永泰（泰哥）       |                                                                                           |
| 2010年 | 鐵馬尋橋           | 羅石                 |                                                                                           |
| 2010年 | 掌上明珠           | 陳樹堅               |                                                                                           |
| 2010年 | 巾幗梟雄之義海豪情 | 天吉和喬             |                                                                                           |
| 2011年 | 怒火街頭           | 王子健               |                                                                                           |
| 2011年 | 團圓               | 夏輝                 |                                                                                           |
| 2012年 | 換樂無窮           | 文                   |                                                                                           |
| 2012年 | 缺宅男女           | Ivan                 |                                                                                           |
| 2012年 | 拳王               | 方錦豪               |                                                                                           |
| 2012年 | 飛虎               | 李雄                 |                                                                                           |
| 2014年 | 叛逃               | 金俊基               |                                                                                           |
| 2021年 | 拳王               | 拳證                 | 兼任泰拳顧問之一                                                                          |

### 電視劇（香港電視網絡）
| 首播   | 名稱       | 角色   | 備註  |
| 2014年 | 童話戀曲   |        | 第6集 |
|        | 警界線     | 狗虱   |       |
| 2015年 | 導火新聞線 | 蘇文康 |       |
| 2015年 | 大眾情性   | 米     |       |
| 2015年 | 驚異世紀   | 男病人 |       |
| 2015年 | 開腦儆探   | 林威   |       |
| 2015年 | 末日+5     | 耀輝   |       |

### 電視劇（其他）
| 首播   | 名稱             | 角色               | 備註         |
| 1993年 | 大地勇士         | 周運發             | 華視         |
| 2018年 | 守護神之保險調查 | 香港游泳代表隊教練 | 邵氏兄弟     |
| 2019年 | 教束             | 關西               | ViuTV        |
| 2019年 | 心冤             | 信謙               | 福斯傳媒集團 |

### 電視電影
- 1989年：挑戰巔峰
- 1990年：夕陽戰士
- 1992年：八月鬱金香 飾 阿仁
- 1994年：天涯追凶

### 電影
- 1988年：勇闖毒龍潭
- 1990年：龍鳳茶樓 飾 June 男友
- 1995年：洞房豔譚
- 2000年：妖魅謎蹤
- 2005年：白蛇新傳之妖魅秘踪
- 2011年：勁抽福祿壽 飾 周秀娜丈夫
- 2016年：寒戰II 飾 鄭俊榮
- 2018年：我的情敵女婿 飾 小販

### 舞台劇
- 1991年1992年：禧春酒店 飾 戴夢星
- 1996年：皮草裏的春光
- 2014年：神勇女殺手決戰霹靂黑玫瑰 飾 龍剛、金閻羅[37]
- 2014年：順流逆流 飾 高清
- 2018年：偶然．徐志摩 飾 沈叔薇[38]

### 節目主持
香港電台
- 1985年：青春道上

亞洲電視
- 1985年：醒目仔時間

無綫電視
- 歡樂今宵[註 4]
- 1990年至1991年：兒歌兒歌
- 1994年至1999年：城市追擊
- 2008年至2012年：I-1世界泰拳格鬥技
- 2011年：放學ICU

香港開電視
- 2020年：我的志願速成班

## 參與節目
無綫電視
- 2002年：歡樂滿東華（演出）
- 2003年：橫掃千金（嘉賓）
- 2004年：娛樂大搜查（參與）[39]
- 2004年：Number 1 紅星水運會（演出）
- 2004年：纖姿綽約身形像III（嘉賓）
- 2005年：奇幻潮（單元《地獄階梯》演出、飾 王毅信）
- 2006年：頂cup世界杯越鬥越強（演出）
- 2008年：金鼠獻瑞迎新歲（演出）
- 2008年：雪中送暖（演出）[40]
- 2009年：財智達人（助手演出）
- 2010年：康業信貸快遞 物業貸款隨處到（演出、飾 任先生）
- 2011年：康業信貸快遞 樓按周轉過肥年（演出、飾 周老闆）
- 2019年：媽媽唔易"造"（第4集、嘉賓）

香港電台
- 1985年：青春道上（嘉賓）
- 2013年：警訊 飾 小令先生（第1集及第2集「黑洞」演出）
- 2016年：香港故事-璀璨之後（第5集嘉賓）
- 2016年：獅子山下2016 飾 鋒哥（第3集〈戰豬〉演出）
- 2017年：申訴II 飾 李先生（第1集〈嫁妝〉演出）
- 2018年：運輸背後 飾 十一哥的士行家（第5集〈一路平安〉演出）

其他
- 2013年：娛樂審死官（嘉賓；nowTV）
- 2014年：為食情報局（第3集嘉賓、〈家有好餸〉環節；有線電視）
- 2016年：晚吹 總有一隻喺左近（第33集嘉賓；ViuTV）
- 2019年：估你唔到（第5及6集嘉賓；ViuTV）
- 2024年︰不一樣的爸媽 (第6集嘉賓；ViuTV)

## 廣告
- 1986年：柯達 萬利寶
- 2019年：草姬元氣腎寶（網上）

## 外部連結
- 黃澤鋒的Facebook專頁專頁
- 黃澤鋒的Facebook專頁
- 黃澤鋒的新浪微博
- 黃澤鋒的Instagram帳戶